# Єнбекшил (Шетський район)
Єнбекши́л (каз. Еңбекшіл) — село у складі Шетського району Карагандинської області Казахстану. Входить до складу Аксу-Аюлинського сільського округу.
Населення — 177 осіб (2021; 177 у 2009, 263 у 1999, 312 у 1989).
Національний склад станом на 1989 рік:
- казахи — 100 %.

У радянські часи село називалось також Єнбекшиль, Унирек.